# Моняса
Моняса (рум. Moneasa) — село у повіті Арад в Румунії. Адміністративний центр комуни Моняса.
Село розташоване на відстані 374 км на північний захід від Бухареста, 78 км на північний схід від Арада, 108 км на захід від Клуж-Напоки, 110 км на північний схід від Тімішоари.

## Населення
За даними перепису населення 2002 року у селі проживали 784 особи.
Національний склад населення села:
| Національність | Кількість осіб | Відсоток |
| -------------- | -------------- | -------- |
| румуни         | 761            | 97,1%    |
| угорці         | 17             | 2,2%     |

Рідною мовою назвали:
| Мова      | Кількість осіб | Відсоток |
| --------- | -------------- | -------- |
| румунська | 764            | 97,4%    |
| угорська  | 15             | 1,9%     |